# Jimmy Page
James Patrick „Jimmy” Page, Jr. OBE (n. 9 ianuarie 1944, Greater London, Anglia, Regatul Unit) este un chitarist, compozitor, muzician și producător muzical englez, care a obținut succes internațional în calitatea sa de chitarist și membru fondator al formației rock britanice Led Zeppelin.
Și-a început cariera ca membru al formației The Yardbirds, între anii 1966 și 1968, înainte de a fonda celebra trupă rock Led Zeppelin (1968 - 1980). Jimmy Page este unul dintre cei mai importanți chitariști din istoria muzicii rock and roll, influențând mulți alți cântăreți de excepție.  Page a ocupat locul 3 în topul celor mai buni 100 de chitariști, top realizat de revista Rolling Stone.
Jimmy Page este și un excelent inginer de sunet, respectiv producător muzical, recunoscut pentru efectele și tehnicile inovatoare folosite în înregistrarea melodiilor. Chitara cea mai des folosită de Page este un Gibson Les Paul

## Discografie
La începutul carierei sale, Jimmy Page a cântat într-o serie de înregistrări ale artiștilor rock și pop britanici. Ca membru al Yardbirds, a înregistrat Little Games (1967) (extins în 1992 sub numele Little Games Sessions & More), Live Yardbirds! Cu Jimmy Page (1971) și Cumular Limit (2000). Începând din 1968, a înregistrat nouă albume cu Led Zeppelin (a se vedea discografia Led Zeppelin pentru lista completă). După Zeppelin, Page a înregistrat în mai multe setări diferite. Unul dintre primele este albumul coloanei sonore Death Wish II (1982). Ca membru al firmei, a înregistrat The Firm (1985) și Mean Business (1986). Au urmat colaborări, inclusiv Whatever Happened to Jugula? (1985) cu Roy Harper, Coverdale • Page (1993), Walking into Clarksdale (1998) cu Robert Plant și Live at the Greek (2000) cu Black Crowes. Singurul său album solo, Outrider, a fost lansat în 1988. În calitate de interpret invitat, a contribuit la mai multe albume și single-uri.

### Albume
- Death Wish II Soundtrack (15 februarie 1982)
- The Honneydrippers: Volume One (cu Robert Plant - 12 noiembrie 1984)
- No Introduction Necessary (1984 - înregistrat în 1968, cu John Paul Jones și Albert Lee)
- Whatever Happened to Jugula ? (cu Roy Harper - 1985)
- Scream for Help (22 martie 1985)
- The Firm (11 februarie 1985)
- Mean Business (3 februarie 1986)
- Strange Land (cu Box of Frogs - 1986)
- Outrider (19 iunie 1988)
- Coverdale - Page (15 martie 1993)
- No Quarter: Jimmy Page and Robert Plant Unledded (14 octombrie 1994)
- Walking into Clarksdale (cu Robert Plant - 21 martie 1998)
- Jimmy Page and The Black Crowes - Live at The Greek (29 februarie 2000)

### Înregistrări pre -Led Zeppelin
- Guitar Boogie (1971, cu Eric Clapton și Jeff Beck)
- Special Early Works (1972 - înregistrat în 1965, cu Sonny Boy Williamson)
- Smoke and Fire (1984, cu Jeff Beck, Noel Redding și Nicky Hopkins)
- James Patrick Page: Session Man Volume One (1989 - înregistrat între 1963 - 1968)
- James Patrick Page: Session Man Volume Two (1990 - înregistrat între 1963 - 1968)
- Hip Young Guitar Slinger (4 septembrie 2000 - înregistrat în 1962 - 1966)